# 1978年の宝塚歌劇公演一覧
本項目では、1978年の宝塚歌劇公演一覧（1978ねんのたからづかかげきこうえんいちらん）について示す。

## 宝塚大劇場公演
（）内は、作者または演出者名。参考資料は90年史。

### 雪組
- 1月1日 - 2月14日
  - 『風と共に去りぬ<スカーレット篇>』（長谷川一夫　監修、植田紳爾　脚本・演出）

### 花組
- 2月16日 - 3月22日
  - 『風と共に去りぬ<スカーレット篇>』（長谷川一夫　監修、植田紳爾　脚本・演出）

### 月組
- 3月24日 - 5月9日
  - 『祭りファンタジー』（郷土芸能研究会　構成、渡辺武雄　演出、川井秀幸　脚本・演出）
  - 『マイ・ラッキー・チャンス』（横澤英雄）

### 星組
- 5月12日 - 6月27日
  - 『誰がために鐘は鳴る』（柴田侑宏　脚本・演出）

### 雪組
- 6月30日 - 8月8日
  - 『丘の上のジョニー』（菅沼潤　脚本・演出）
  - 『センセーション!』（岡田敬二）

### 月組
- 8月10日 - 9月26日
  - 『隼別王子の叛乱』（田辺聖子　原作、阿古健　脚本・演出）
  - 『ラブ・メッセージ』（小原弘稔）

### 花組
- 9月29日 - 11月7日
  - 『遥かなるドナウ』（大関弘政　脚本・演出）
  - 『エコーズ<絵光図>』（草野旦　構成・演出）

### 星組
- 11月10日 - 12月25日
  - 『宝花集』（内海重典　構成・演出、二世西川鯉三郎演出）
  - 『セ・シャルマン!』（酒井澄夫）

## 東京公演
（）内は、作者または演出者名。参考資料は90年史。

### 月組
- 1月1日 - 1月29日　新宿コマ劇場
  - 『わが愛しのマリアンヌ』（高木史朗、大関弘政　演出）
  - 『ボーイ・ミーツ・ガール』（岡田敬二）

### 星組
- 3月1日 - 3月28日　東京宝塚劇場
  - 『テームズの霧に別れを』（柴田侑宏）
  - 『セ・マニフィーク』（酒井澄夫）

### 雪組
- 4月1日 - 4月30日　東京宝塚劇場
  - 『風と共に去りぬ<スカーレット篇>』（長谷川一夫　監修、植田紳爾　脚本・演出）

### 花組
- 7月1日 - 7月30日　東京宝塚劇場
  - 『風と共に去りぬ<スカーレット篇>』（長谷川一夫　監修、植田紳爾　脚本・演出）

### 星組
- 8月4日 - 8月31日　東京宝塚劇場
  - 『誰がために鐘は鳴る』（柴田侑宏　脚本・演出）

### 雪組
- 11月2日 - 11月27日　東京宝塚劇場
  - 『丘の上のジョニー』（菅沼潤）
  - 『センセーション!』（岡田敬二）

### 月組
- 12月3日 - 12月27日　東京宝塚劇場
  - 『隼別王子の叛乱』（田辺聖子　原作、阿古健　脚本・演出）
  - 『ラブ・メッセージ』（小原弘稔）

## 宝塚バウホール公演
（）内は、作者または演出者名。参考資料は90年史。

### 花組
- 4月1日 - 4月25日
  - 『ホフマン物語』（菅沼潤　脚本・演出）

- 5月26日 - 5月30日
  - 『サヨナラにリボンをかけて』（植田紳爾　構成・演出、阿古健　演出）

### 月組
- 6月17日 - 7月2日
  - 『マリウス』（酒井澄夫　脚本・演出）

### 花組
- 8月16日 - 8月27日
  - 『ヴェロニック』（ニコラ・バタイユ　脚本・演出）

### 雪組
- 8月31日 - 9月11日
  - 『ヴェロニック』（ニコラ・バタイユ　脚本・演出）

### 星組
- 9月15日 - 10月1日
  - 『いのちある限り』（柴田侑宏　脚本・演出）

### 雪組
- 10月6日 - 10月10日
  - 『いのちある限り』（柴田侑宏　脚本・演出）

## その他の日本公演
（）内は、作者または演出者名。参考資料は90年史。

### 星組
- 1月11日 - 2月5日　山口、広島、下関、福山、高知、観音寺、高松、岡山、藤沢、浦和、桐生、柏、千葉、水戸、仙台
  - 『風と共に去りぬ』（植田紳爾）

### 月組
- 2月10日 - 2月20日　名古屋・中日劇場
  - 『風と共に去りぬ』（植田紳爾）

### 花組
- 4月30日 - 5月7日　福岡市民会館
  - 『風と共に去りぬ<スカーレット篇>』（植田紳爾）

- 5月9日 - 5月12日　北九州・小倉市民会館
  - 『風と共に去りぬ<スカーレット篇>』（植田紳爾）

### 月組
- 6月3日 - 6月22日　大分、佐伯、宮崎、鹿児島、水俣、久留米、唐津、倉敷、大垣、福井、金沢、富山、新潟、高山、長野
  - 『風と共に去りぬ』（植田紳爾）

### 花・雪組
- 6月12・13日　大阪・毎日ホール
  - 『第15回宝塚フェスティバル』

### 雪組
- 9月1日 - 9月24日　刈谷、一宮、和歌山、広島、福山、下関、小倉、防府、佐賀、佐世保、長崎、熊本、大分、久留米、武雄
  - 『宝塚ファンタジー・ベルサイユのばら』（植田紳爾）

### 月組
- 10月9日 - 11月4日　苫小牧、函館、札幌、室蘭、帯広、北見、花巻、仙台、小山、伊勢、安城、鈴鹿、那覇
  - 『風と共に去りぬ』（植田紳爾）

## 中南米公演
参考資料は80年史。
- 1978年10月6日大阪国際空港出発、11月17日大阪国際空港帰着

### 公演日と公演地
- 10月11日 - 10月14日　メキシコ（メキシコシティ）
- 10月19日 - 10月29日　アルゼンチン（ブエノスアイレス）
- 11月3日 - 11月12日　ブラジル（サンパウロ）

（3ヶ国、3都市）

### 演目
『ザ・タカラヅカ』
第1部（日本もの）：（演出：阿古健・大関弘政）
第2部（洋もの）：（演出：阿古健・草野旦）

### スタッフ
- 団長：松原徳一
- マネージャー：田中拓助
- 演出：阿古健

ほか計10人。

### 参加生徒
- 松本悠里
- 銀あけみ
- 千雅てる子
- 順みつき
- 有明淳
- 風見圭
- 邦月美岐
- 宝純子
- 真咲佳子
- 加奈霞

- 潮はるか
- 晃みやび
- 夢まどか
- 桐生のぼる
- 松風都巳
- 江真千晶
- 五條愛川
- 孝まりお
- 陣夏実
- 稲葉かよ

- 大地真央
- 芹まちか
- 山城はるか
- 槙さやか
- 大浦みずき
- 真乃ゆりか
- 貴久香
- 美花ちえり
- 夏川ゆかり
- 摩耶みつほ

- 火の鳥美奈
- 新千宏
- 花宮らら
- 箙かおる
- 桐さと実

（35人）